# Elżbieta Skowrońska-Bocian
Elżbieta Teresa Skowrońska-Bocian (ur. 4 września 1948 we Wrocławiu) – polska prawniczka, profesor nauk prawnych, specjalistka w zakresie prawa cywilnego w tym spadkowego, a także sędzia Sądu Najwyższego.

## Życiorys
Ukończyła studia prawnicze, uzyskała następnie stopień naukowy doktora. W 1991 habilitowała się na podstawie rozprawy zatytułowanej Forma testamentu w prawie polskim. 22 października 1998 otrzymała tytuł naukowy profesora. Zawodowo związana z Wydziałem Prawa i Administracji Uniwersytetu Warszawskiego, gdzie objęła stanowisko profesorskie w Instytucie Prawa Cywilnego. Jest autorką wielokrotnie wznawianych publikacji z zakresu prawa spadkowego, w tym podręcznika akademickiego Prawo spadkowe oraz komentarza do przepisów prawa spadkowego. W ramach pracy zawodowej została również sędzią, uzyskując nominację na sędziego Sądu Najwyższego.
W 2012, za wybitne zasługi dla wymiaru sprawiedliwości, za kształtowanie zasad demokratycznego państwa prawa i kultury prawnej, prezydent Bronisław Komorowski odznaczył ją Krzyżem Komandorskim Orderu Odrodzenia Polski.

## Wybrane publikacje
- Forma testamentu w prawie polskim, Wyd. UW, Warszawa 1991
- Komentarz do kodeksu cywilnego. Księga 4. Spadki, Wyd. Prawnicze LexisNexis, Warszawa 1995–2011 (10 wydań)
- Małżeńskie ustroje majątkowe, Wyd. Prawnicze LexisNexis, Warszawa 2008–2010 (2 wydania)
- Nowelizacja prawa spadkowego: komentarz, Wyd. Prawnicze LexisNexis, Warszawa 1995
- Odpowiedzialność spadkobierców za długi spadkowe, Wyd. UW, Warszawa 1984
- Prawo spadkowe, C.H. Beck, Warszawa 1997–2011 (8 wydań)
- Rozliczenia majątkowe małżonków w stosunkach wzajemnych i wobec osób trzecich, Wyd. Prawnicze LexisNexis, Warszawa 2000–2010 (5 wydań)
- Testament w prawie polskim, Wyd. Prawnicze LexisNexis, Warszawa 2004